# Cimicoidea
Cimicoidea – nadrodzina pluskwiaków z podrzędu różnoskrzydłych i infrarzędu Cimicomorpha.
Przedstawiciele Cimicoidea znani są od środkowej jury. Gatunki współczesne obejmują polujące na drobne owady i roztocze drapieżniki, fitofagi oraz fakultatywne pasożyty zewnętrzne, ssące krew ptaków i ssaków, w tym ludzi.
Schuh i Štys zaliczyli tu w 1991 roku 6 rodzin:
- Anthocoridae Fieber, 1837 – dziubałkowate
- Cimicidae Latreille, 1802 – pluskwowate
- Lasiochilidae Carayon, 1972
- Lyctocoridae Reuter, 1884
- Plokiophilidae China, 1953
- Polyctenidae Westwood, 1874

Taką systematykę podają także True Bugs of the World i Paraneoptera Species File. W 2006 roku opisano nową, wymarłą rodzinę:
- Vetanthocoridae Yao, Cai et Ren, 2006

Schuh i Štys łączyli Cimicoidea i Naboidea w klad Cimiciformes. Wyniki morfologicznych i molekularnych badań filogenetycznych opublikowane przez Schuha i innych w 2009 wskazują, że Cimicoidea obejmują również Curaliidae i tak zdefiniowane zajmują pozycję siostrzaną dla kladu obejmującego: Nabidae, Joppeicidae, Medocostidae i Velocipedidae. Wszystkie wymienione wraz z Microphysidae autorzy zaliczają do Cimiciformes.